# Alondra
Alondra (magyarul: Pacsirta) egy 1995-ös mexikói telenovella, amit a Televisa készített. A főszerepben Gonzalo Vega, Ana Colchero és Ernesto Laguardia voltak míg a gonosz szerepekben Beatriz Sheridan és Juan Manuel Bernal voltak, a történetet Diana Bracho narrálta. A sorozat Yolanda Vargas Dulché Casandra című regénye nyomán készült.

## Történet
A történet a Porfiriátus korabeli Mexikóban játszódik: A történet elején a középkorú Alondra  (Diana Bracho) látható, aki a naplójából idézve elmeséli gyerekkorát: San Miguel de Allendében született és boldogan élt, amíg egy másik képen látható hogy Alondra édesapja Baldomero Díaz (Eric Del Castillo) és édesanyja Verónica Real de Díaz (Jacqueline Andere) vannak. Verónica haldoklik és arra kéri Bartolomeót hogy Alondrát még lássa hogy el tudjon búcsúzni tőle. Alondra ekkor 5 éves volt és ez az esemény meghatározta életét: innentől fogva különös módon szereti édesapját, aki mindig is támogatta őt.
Baldomero felesége halála után magányos és szomorú lesz. Mivel nem szeretné hogy lánya, Alondra anyai szeretet és gondoskodás nélkül nőjjön fel, magukhoz hívja húgát Loretát (Beatriz Sheridan) és annak két gyerekét: María Elisát és Rigobertót hogy éljenek velük. Baldomero ezzel azt reméli Loreta alkalmas lesz Alondrának az anyai szerepet betölteni. Baldomero azonban nagyot tévedett.
Loreta gyűlöli Alondrát, hisz Alondra az ő édesanyjára emlékezteti, aki színész és akit Bartolomeo családja sosem fogadott el.
Újabb telnek el és Alondra (Ana Colchero) egy gyönyörű, lázadólelkű fiatal nővé érik, akinek korát megelőző progresszív gondolatai és rendkívül határozott, saját véleményei vannak. Az állandó harcai nagynénjével, Loretával még most is folynak, de már megtanulta megvédeni magát és visszavágni Loreta sértéseire. Baldomerora rátalált a szerelem Carmelina (Olivia Bucio) személyében, akivel a birtokon tölti legtöbb idejét, így nem tudja mi folyik a házában. Loreta mindent megtesz, hogy Alondra életét megkeserítse, amihez még saját lányát, a félénk és gyenge María Elenát (Verónica Merchant) is felhasználja.
Miközben Loreta, Alondra akarata ellenére egy gazdag, idős férfihez akarja házasítani, addig lánya María Elisa beleszeret Raulba (Fernando Colunga), egy fiatal katonatisztbe.  A dolgok még rosszabbá válnak, mikor Loreta gonosz és becsvágyó fia, Rigobertót kicsapták a papneveldéből és visszatért. Rigoberto folyamatosan kínozza és árt Alondrának és Maria Elisának. 
Alondra találkozik egy híres, de visszavonultan élő énekesnővel Leticia del Bosqueval (Marga López) akit Alondra nagyra tart és meggyőzi Alondrát hogy menjen a birtokra apjához és mondjon el mindent, ami otthon történik.
Alondra útban a birtokra megismerkedik Brunóval (Gonzalo Vega), akivel egy szenvedélyes szerelmi viszony alakul, de később Alondra rájön hogy a férfi nős és két gyereke is van. A birtokon pedig szembesül azzal, hogy apja újra meg fog házasodni, a hír nagyon kiábrándítja őt. Hazaérve tudja meg, hogy Maria Elisa és csalódott, hiszen kiderült, hogy terhes és hogy szerelme, Raul elhagyta őt.
A két nő ekkor eldönti, hogy Mexikóvárosba költözik a jobb élet, siker és szerelem reményében. Mexikóvárosban Alondra virágüzletet nyit, ahol megismerkedik Carlosszal (Ernesto Laguardia) aki iránt szerelemi érzései lesznek, de Bruno iránti tiltott szerelmét nem tudja elfelejteni.

## Szereposztás
- Gonzalo Vega – Bruno Leblanc
- Ana Colchero – Alondra Díaz del Real
- Ernesto Laguardia – Carlos Támez
- Beatriz Sheridan – Loreto Díaz Vda. de Escobar
- Marga López – Leticia del Bosque
- Eric del Castillo – Baldomero Díaz
- Héctor Gómez –  Gervacio atya
- Verónica Merchant – María Elisa Escobar Díaz
- Beatriz Aguirre – Rosita
- Amparo Arozamena – Matilde "Maty" Ruiz
- Juan Manuel Bernal – Rigoberto Escobar
- Fernando Colunga – Tte. Raúl Gutiérrez
- Olivia Bucio – Carmelina Hernández de Díaz
- Emoé de la Parra – Cristina Leblanc
- Gustavo Ganem – Ramiro Estrada
- Silvia Mariscal – Mercedes Vda. de Támez
- Blanca Torres – Barbarita
- Diana Bracho – Alondra (hangja)
- Queta Carrasco – Rosario
- Dina de Marco – Trini Gómez
- Ernesto Godoy – Robertito Hurtado
- Queta Lavat – Concepción Hurtado
- Justo Martínez – Jorge
- Aurora Molina – Rita
- Mónika Sánchez – Enriqueta
- Guillermo Murray – Lic. Pelegrín Casasola
- Bertín Osborne – Captain Andrés Kloszt
- Angelina Peláez – Librada Perez Aguayo
- Tina Romero – Cecilia
- Anahí – Margarita Leblanc
- Yuliana Peniche – Alondra (gyerek)
- Katie Barberi – Rebecca Montes de Oca
- Joel Núñez – Germán Aguirre
- Omar Gutiérrez – Javier Leblanc
- Rodolfo Vélez – Don Pablo Miranda
- Bertha Moss – Sofía Lascurain
- Jorge Alberto Bolaños – Miguel
- Gabriela Murray – Antonieta "Teta" Gomez
- Jorge Martínez de Hoyos – Alfredito
- Mauricio Achar – Jesús "Chucho" Aguirre
- Consuelo Duval – Blanqita de Aguirre
- Irene Arcila – Jovita
- Nerina Ferrer – Gloria de Casasola
- Sergio Klainer – Lic. Gonzalo Rios
- Alejandro Villeli – Jacinto Alatorre
- Luis Couturier – Leticia jegyzője
- Jacqueline Andere – Verónica del Real de Díaz
- Lourdes Deschamps – Celia
- Teo Tapia – Lic. Ortigoza
- Roxana Ramos  – Berthita "Tita" Gómez
- José Antonio Barón – Mario
- Guillermo Aguilar – Luis
- Valentina García – María Elisa Escobar Díaz (gyerek)
- Isaac Edid – Rigoberto Escobar Díaz (gyerek)
- Maritza Aldana – María
- Alfredo Alfonso – Leopoldo
- Dulcina Carballo – Rufina
- Rafael de Quevedo – Ordóñez
- José Antonio Ferral – El Tejón
- Arturo Guízar – Joaquín
- Lucía Irurita – Eduviges
- Rodolfo Lago – Francisco
- Willebaldo López – Martínez
- Arturo Lorca – Pancho
- Ximena Sariñana – Pilarica
- Juan Antonio Llanes – Tolemán
- Carlos Osiris – Mireles
- Benjamín Pineda – José
- Soledad Ruiz – Genoveva
- Víctor Zeuz – Daniel
- Martín Rojas – Marcos
- Fabiola Stevenson – Lucía
- Sebastián Garza – Rolando Acuña
- Arturo Paulet – Octavio Bertolini
- Luis Robles – Celestino
- Genoveva Pérez – Petra
- Gustavo del Castillo – Pedro
- Catalina López – Carlotta "Tota" Gómez
- Alberto Larrazabal – Ramón Hanhausen
- Zoila Quiñones – virágárus
- Luis Bayardo – atya
- Julio Monterde – Doktor
- Dulce María – Gyerek a templomban

## Érdekességek
- Diana Bracho, Marga López, Consuelo Duval és Katie Barberi később együttszerepeltek a Titkok és szerelmekben, aminek producere szintén Carla Estrada volt.
- Fernando Colunga és Yuliana Peniche később együttszerepelt a María sorozatban.
- Eric del Castillo, Tina Romero és Silvia Mariscal később együttszerepelt a A vipera sorozatban.
- Diana Bracho és Gonzalo Vega korábban együttszerepelt a Cuna de lobos sorozatban, ahol a főszereplő párt alakították.